# 아카바네 시게카타

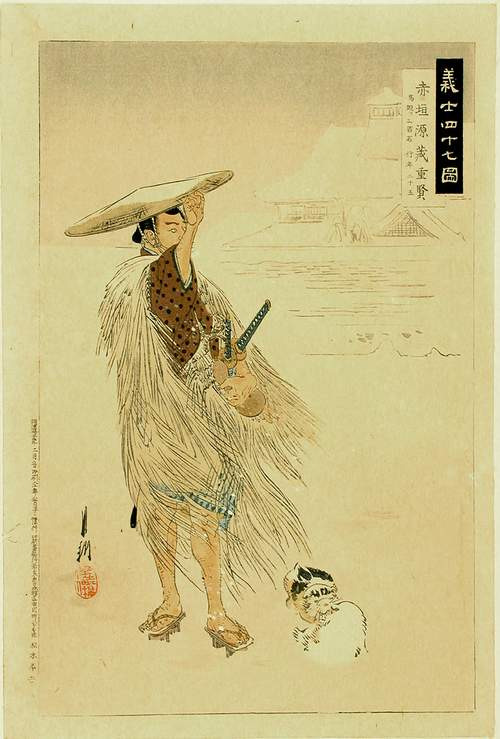
『의사 47도 아카바네 겐조 시게카타』 (오가타 겟코作)

아카바네/아카하니 시게카타(일본어: 赤埴 重賢 あかばね/あかはに しげかた[*], 간분 9년 (1669년) - 겐로쿠 16년 2월 4일 (1703년 3월 20일))는 에도시대 전기의 무사이다. 아코 낭사 47사 중 한명이다. 통칭 겐조(일본어: 源蔵 げんぞう[*])이다. 후에 회자되는 「츄신구라」의 이야기 중에서는 "아카가키 겐조 (일본어: 赤垣 源蔵 あかがき げんぞう[*])라는 이름으로 불린다.

## 생애
간분 9년 (1669년)에 태어났다. 아버지는 아카하니 잇카즈 또는 시오야마 쥬자에몬이다. 어머니는 타카노 타다자에몬의 딸이다. 하리마국 아코번사로, 우마마와리 (2백석) 직을 맡았다.
겐로쿠 14년 (1701년) 3월 14일, 아사노 나가노리가 에도성 마츠노오오로카에서 키라 요시히사에게 칼로 상처를 입혀, 나가노리는 당일 할복, 아코번은 개역되었다. 시게카타는 호리베 타케츠네 등과 함께 급진적 복수론자로 에도에 은신해 개인적으로 키라 요시히사에 대한 복수를 노리고 있었다. 겐로쿠 15년 (1702년) 7월, 오오이시 요시오가 교토 마루야마 회의에서 복수하기를 결정. 오오이시는 에도로 내려가고, 키라 저택 토벌은 12월 14일 밤으로 정해졌다.
시게카타는 여동생이 시집간 아베 츠시마노카미 가신 타무라 봉에몬의 집에 작별 인사를 하러 갔다가 봉에몬의 아버지로부터 미복을 입은 것을 나무라, 아코 낭인들에게 원수를 갚는 움직임이 없음을 매도당했다. 시게카타는 그저 먼 곳으로 떠나기 때문에 작별 인사를 하러 왔다고만 고하고, 봉에몬이 내민 술잔을 받고 떠났다. 그 후, 봉에몬들은 아코 낭사가 키라 저택에 들어가 원수를 갚은 것을 알고, 시게카타의 진의를 헤아리지 못한 것을 후회했다고 한다. 또한 『츄신구라』의 이야기에서는, 토벌 전날 밤에 형 시오야마 요자에몬의 집에 작별인사를 하러 갔으나, 형이 부재 중이었기 때문에, 형수에게 부탁해 형의 하오리를 내어달라하고, 이것을 형 대신으로 하여 술을 교차하며 마시고 이별을 고하는 "토쿠리의 이별"의 장면으로 그려지게 되었다. 그러나, 실제로 시게카타에게는 형은 없었고, 또 술을 못하는 사람이었다고 한다. 남동생과 여동생이 있으며, 사실에 있어서 아카바네는 겐로쿠 15년 12월 12일에 여동생의 남편인 타무라 봉에몬의 거처를 방문하고 있었다. 그날 아카바네가 평소부터 차려입은 것에 관해 봉에몬의 아버지로부터 쓴소리를 들었는데, 아카바네는 쓴소리에 감사를 표하고, 얼마 안있다가 먼 곳에 가니 인사차 왔다는 사실을 말했다. 그리고 봉에몬과 술잔을 나누며 헤어졌다.
키라 저택 토벌에서는 후문대에 속해 싸웠다. 이때 스가야 마사토시와 저택 안으로 쳐들어가, 하인의 기모노를 입은 남자를 만나 놓치는데, 후에 이 남자가 키라 가문의 가로 사이토 쿠나이라는 것을 알고 크게 뉘우쳤다고 한다. 또한 퇴각 할 때, 불이 나지 않도록 키라 저택의 불을 끄고 왔다. 토벌 후에, 시게카타는 오오이시 요시오 등과 함께 호소카와 츠나토시 저택에 맡겨졌다.
겐로쿠 16년 (1703년) 2월 4일, 에도 막부의 명으로 동지들과 함께 할복했다. 향년 35세, 계명은 "인광충검신사(刃廣忠劔信士)이다.

## 관련 작품

### 나니와부시
- 장편가요 나니와부시 겐로쿠 꽃의 형제 아카가키 겐조 (미나미 하루오)
- 장편가요 이야기 아카가키 겐조 (2005년) (야마구치 루미)

### 영상
전쟁 전・전후 불문하고, 아래의 작품 이외에도 많은 작품으로 등장하고 있다.
- 츄신구라 꽃의 두루마리・눈의 두루마리 (1962년, 배우 이와모토 코지)
- 아, 츄신구라 (1969년, 배우 나츠야기 이사오)
- 대츄신구라 (1971년, 배우 프랑키 사카이)
- 겐로쿠태평기 (1975년, 배우 나가사와 다이)
- 아는가! 여자쥐동자스님 (1977년, 배우 하야시 요이치)
- 아코성 단절 (1978년, 배우 志茂山高也)
- 아코 낭사 (1979년, 배우 후지사와藤沢徹夫)
- 가시의 군상 (1982년, 배우 若狭厚)
- 츄신구라 (1985년, 배우 아오이 테루히코)
- 츄신구라 바람의 두루마리・구름의 두루마리 (1991년, 배우 와타나베 켄)
- 47인의 자객 (1994년, 배우 호키모토 타츠야)
- 츄신구라 (1996년, 배우 카츠노 히로시)
- 겐로쿠요란 (1999년, 배우 나카무라 나카스케)
- 아코 낭사 (1999년, 배우 初代市川右近)
- 츄신구라 ~결단의 때 (2003년, 배우 후나코시 에이치로)
- 츄신구라 (2004년, 배우 나가시마 토시유키)
- 츄신구라 요젠인의 음모 (2007년, 배우 키타가와 류이치)
- 츄신구라 ~그 남자, 오오이시 쿠라노스케 (2010년, 배우 카츠무라 마사노부)